# Carlos Martins (músico)
Carlos Martins (1961, Grândola-Alentejo, Portugal)  é um saxofonista (tenor e soprano), compositor e professor de jazz, português, com uma carreira nacional e internacional apreciável. 

## Biografia
Carlos Martins (1961) é saxofonista, Compositor e Professor de música, tendo começado por estudar música e tocar clarinete na Banda Filarmónica de Grândola e, posteriormente, continuado os estudos de composição e saxofone no Conservatório Nacional de Lisboa.   Foi ainda aluno na Escola de Jazz do Hot Clube de Portugal, de que posteriormente se tornou professor. Participou ainda em cursos de música contemporânea e improvisada na Fundação Calouste Gulbenkian e estudou no IX Seminário Internacional de Música de Barcelona. 
Foi professor da Escola de Jazz do Hot Clube de Portugal, Academia de Música de Setúbal e New Jersey Performing Arts Center  e fundador do quinteto de Maria João (cantora) e do Sexteto de Jazz de Lisboa, trabalhou e gravou com músicos importantes como Cindy Blackman, Ralph Peterson Jr., John Stubblefield, Don Pullen e Bill Goodwin, e fez espetáculos em vários clubes de jazz da Europa e em festivais internacionais, com vários outros músicos importantes do jazz.  
Martins colaborou ainda com o Grupo Colectiva (Teatro e Música), tendo trabalhado com a compositora Constança Capdeville e participou em vários concertos da Oficina Musical do Porto, dirigida pelo maestro Álvaro Salazar bem como com os músicos solistas do Teatro Nacional de São Carlos, dirigidos pelo maestro João Paulo Santos. 
Em 1992 é fundador do festival Lisboa em Jazz, o primeiro festival dedicado à apresentação de músicos portugueses de jazz, organizado em Portugal, e dos Encontros na Sétima (Lisboa, 1994). 
Carlos Martins escreve música para teatro, cinema e ballet,  tendo colaborado com o coreógrafo Rui Horta, compondo a música do bailado "As árvores movem-se",  com a bailarina e coreógrafa Vera Mantero, para quem compôs a música do bailado "Em corpo com som", a Companhia Contemporânea de Setúbal para quem musicou a coreografia do bailado ‘Dançar José Afonso’ (1994), e ainda a música para o bailado ‘Cantoluso’, para a Companhia Nacional de Bailado. No cinema, são de Martins a banda sonora do filme "Filha da Mãe" de João Canijo, a banda sonora e a música da exposição "A Queda de um Anjo" do escultor António Quina, e as bandas sonoras do filme ‘PAX’ de Eduardo Guedes (1994) e do vídeo "Sétima Colina", do Lisboa 94. 
O primeiro disco internacional de Carlos Martins "Passagem" (1995) para a etiqueta ENJA, conta com um quarteto all-star, incluindo dois dos mais importantes músicos portugueses de jazz, Bernardo Sassetti e Carlos Barretto, completado pela baterista americana Cindy Blackman, tendo chamado nos meios internacionais a atenção sobre Martins, o que aliás já tinha antes acontecido com a revelação do seu tom cool/hot e do fraseado no estilo de Sonny Rollins na faixa "Working Blues", publicada no disco "sampler" da etiqueta ENJA "More Adventures".
Em 1995 fundou a "Orquestra Sons da Lusofonia", da qual é director artistico. 
Em 1997 gravou um CD com o guitarrista e compositor cabo-verdiano Vasco Martins, em 1998 gravou "Caminho Longe" com o projecto/orquestra Sons da Lusofonia, e mais recentemente gravou o CD ‘Sempre’, com o seu "Quinteto", comemorando os 25 anos do 25 de Abril, todos para a editora EMI- Valentim de Carvalho. 
É um dos quatro compositores (com Laurent Filipe, Carlos Barretto e Bernardo Sassetti) do projecto ‘Quadrofonia do Tempo’, apresentado no "Festival dos 100 dias", na "Expo 98" em Lisboa.
Como director musical e músico, com uma orquestra de cordas, e em colaboração com outros músicos, preparou o espetáculo e CD "As Viagens do Fado", um projecto que integra música de três continentes (Europa - América - África) a partir de um roteiro de influências musicais à volta do fado, destinado às comemorações de 25 anos da "União das Cidades Capitais de Língua Portuguesa" (UCCLA), e uma iniciativa desenvolvida no âmbito da candidatura do Fado a Património Imaterial da Humanidade.   
Em 2008 Carlos Martins lança o album "Água", com Carlos Martins (Saxofone Tenor), Alexandre Frazão (Bateria), André Fernandes (Guitarra), Nelson Cascais(Contrabaixo e Baixo Eléctrico), Bernardo Sassetti (Piano e Fender Rhodes), Júlio Resende(Piano) e a participação especial de Pacman dos "Da Weasel", e que foi considerado CD Jazz Nacional do ano 2008, pela votação da critica portuguesa.   
Apresenta-se actualmente com os seus "Quarteto" e "Quinteto", com a Orquestra Sons da Lusofonia e o grupo e orquestra do seu projecto "Viagens do Fado".  
Em 2016 é lançado o novo CD de Carlos Martins. Inclui uma das últimas colaborações de Sassetti na faixa "Chant of Kali" onde “é a graça espiritual de Bernardo Sassetti que perdura”.

## Estilo
Como compositor Carlos Martins move-se entre o jazz europeu e mainstream, a musica experimentalista improvisada, as influências das músicas tradicionais da lusofonia, e a música contemporânea dita erudita. 
Como instrumentista/saxofonista, salienta-se o seu tom cool/hot, as suas referências hard-bop e pós-bop e o fraseado no estilo de Sonny Rollins.  No entanto, e mais recentemente, um fraseado mais controlado, menos impetuoso, ao contrário do que acontecia nas fases iniciais, aproximam a sua expressão das correntes mais dominantes no jazz europeu.  
De salientar que Carlos Martins sempre manifestou uma certa atracção para associar o jazz a outras expressões, das quais o bailado e a chamada música contemporânea, não são as menos importante, mas que se consubstancia principalmente na sua atracção pelas expressões tradicionais portuguesas e, descoberta mais importante e mais recente, pela percepção de uma expresão da lusofonia que inclui a África, Ásia e o Brasil, e respectivos sons, de que são máxima expressão os álbuns "Caminho Longe" (1998) e "Sempre" (1999) e algumas colaborações no bailado.  
Entretanto Martins consegue tudo mesclar nas doses e momentos certos ou, quando necessário, separar as várias vertentes e retomar em qualquer momento, e de forma quase pura, o jazz mais mainstream, numa corrente de jazz europeu mais controlado, mas fortemente baseado na improvisação, como acontece com o seu último album "Água".  

## Discografia
Como Lider  
- Lisboa em Jazz 90 - Quarteto Carlos Martins (1990) - CML/Pelouro Cultura
- Passagem - Quarteto Carlos Martins (1996 - Grav. 1995) - ENJA
- Outras Índias - Carlos Martins e Vasco Martins - EMI-Valentim de Carvalho (1997)
- Sempre - Carlos Martins (1999) - Valentim de Carvalho
- Caminho Longe - Orquestra Sons da Lusofonia (1998) - EMI-Valentim de Carvalho
- Do Outro Lado - Carlos Martins (2006) - Som Livre
- Água - Carlos Martins (2008) - iPlay
- Absence - Quarteto Carlos Martins (2014) - Associação Sons da Lusofonia
- Carlos Martins - Quarteto Carlos Martins (2016)

Como sideman 
- Cem Caminhos, Quinteto de Maria João (1991/1985) MOV / ORF-RT [CD/LP]
- Maria João, Quinteto Maria João  (1983) ORF/RT [LP]

Para cinema 
- Filha da mãe (1991) de João Canijo
- PAX (1994) de Eduardo Guedes (para "Lisboa 94")
- Sétima Colina (Vídeo) (1994)
- Deixa-me uma Luz (2007) de Tiago Rodrigues

Música para dança 
- As árvores movem-se (Rui Horta) (1987)
- Em corpo com som (Vera Mantero) (1990)
- Dançar José Afonso (1994); Companhia Contemporânea de Setúbal, apresentado em "Lisboa 94"
- Cantoluso (1999); Companhia Nacional de Bailado